# Birra trappista

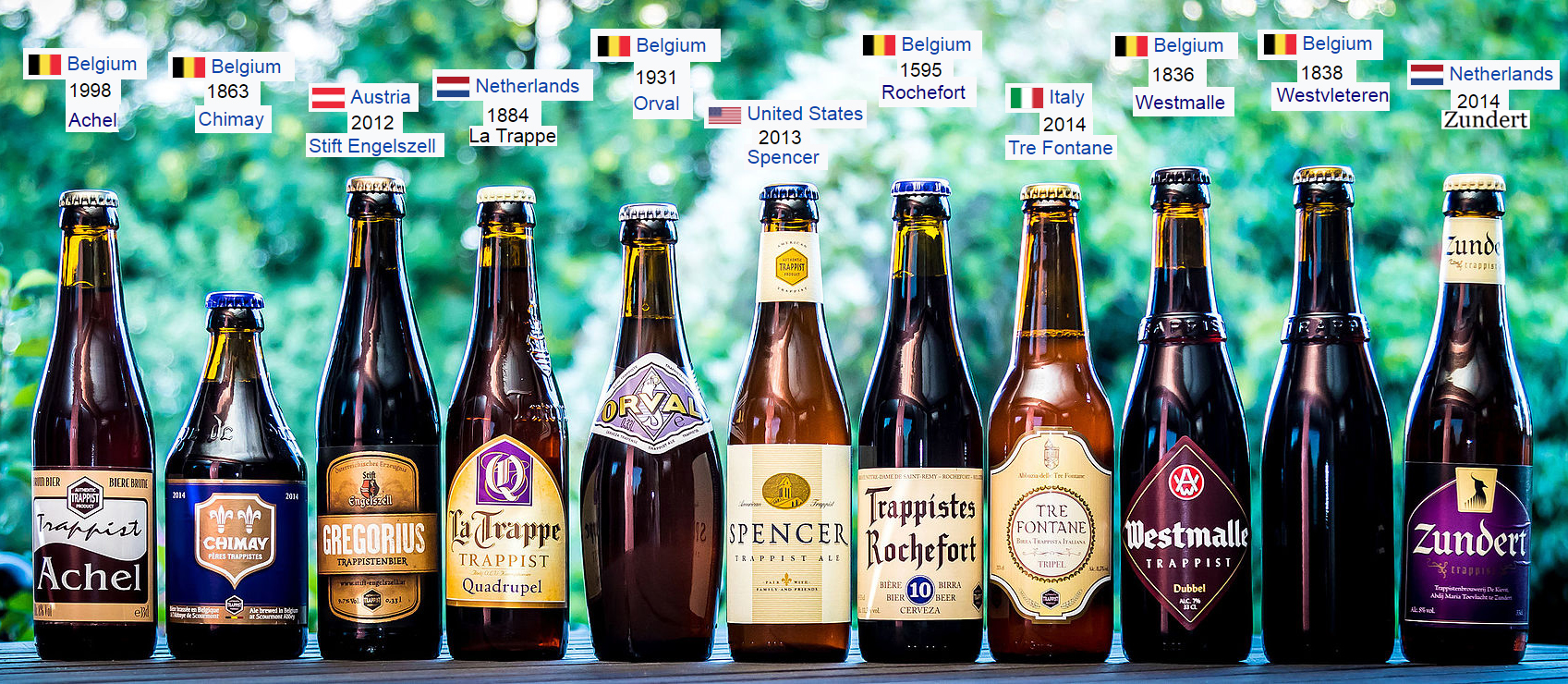
Undici delle dodici birre autorizzate a utilizzare il logo Authentic trappist product ad agosto 2015

Si definisce birra trappista una birra brassata da monaci trappisti o sotto il loro diretto controllo. Dei tanti monasteri trappisti nel mondo (più di un centinaio, in continuo aggiornamento), solo pochi producono birre autorizzate a fregiarsi del logo Authentic Trappist Product (letteralmente, "autentico prodotto trappista"), che indica l'osservanza di una serie di regole stabilite dall'Associazione Internazionale Trappista.

## Storia
L'ordine dei Trappisti ha avuto origine nel monastero cistercense di La Trappe, in Francia. Nel 1664 l'abate di La Trappe, reputando troppo liberali i comportamenti dei monaci cistercensi, decise di introdurre una serie di nuove regole più severe da adottare all'interno dell'abbazia (fra le quali l'obbligo di bere solo acqua), facendo così nascere il nuovo ordine (detto della "stretta osservanza"). Col passare del tempo però le regole sono andate rilassandosi e nel diciannovesimo secolo in numerosi monasteri francesi che seguivano la "stretta osservanza" veniva prodotta birra.
I trappisti erano solo uno fra i tanti ordini monastici a produrre birra per finanziare il proprio sostentamento, ma erano sicuramente fra i più attivi: c'erano almeno sei birrerie trappiste in Francia, sei in Belgio, due nei Paesi Bassi, una in Germania, una in Austria e probabilmente anche in altri paesi. In seguito alla rivoluzione francese e alle guerre mondiali però la maggior parte di questi monasteri andò distrutta. Nonostante ciò la popolarità delle birre trappiste continuò a crescere, tanto che numerose birrerie non autorizzate cercarono di sfruttare commercialmente il logo, obbligando i monaci a prendere provvedimenti e a far nascere l'Associazione Trappista Internazionale.

## Associazione Internazionale Trappista
Nel 1997, otto abbazie trappiste - sei del Belgio (Orval, Abbazia di Notre-Dame de Scourmont, Westvleteren, Rochefort, Westmalle e Achel), una olandese (Koningshoeven) e una tedesca (Mariawald) - fondarono l'Associazione Internazionale Trappista (AIT, o ITA, International Trappist Association) per prevenire l'uso improprio del marchio trappista da parte di compagnie commerciali non autorizzate. Quest'associazione creò il logo Authentic Trappist Product che può essere assegnato alla birra (ma anche ad altri prodotti come cioccolato, formaggio, liquori, confetture, biscotti, miele) prodotta nel rispetto di precisi criteri di produzione. Per le birre valgono gli stessi criteri degli altri prodotti certificati: la birra deve essere prodotta all'interno o nei dintorni di un'abbazia da parte di monaci o monache o sotto il loro diretto controllo e i ricavi della produzione devono essere destinati a soddisfare le necessità del monastero e della sua comunità, alla solidarietà dell'ordine Trappista alla beneficenza o alla sovvenzione di progetti di sviluppo.
L'associazione ha valore legale e il logo serve a dare precise garanzie al consumatore sul prodotto offerto e sulla sua fabbricazione. La licenza ha validità quinquennale rinnovabile di volta in volta ed è rilasciata per un prodotto o per una categoria di prodotti.

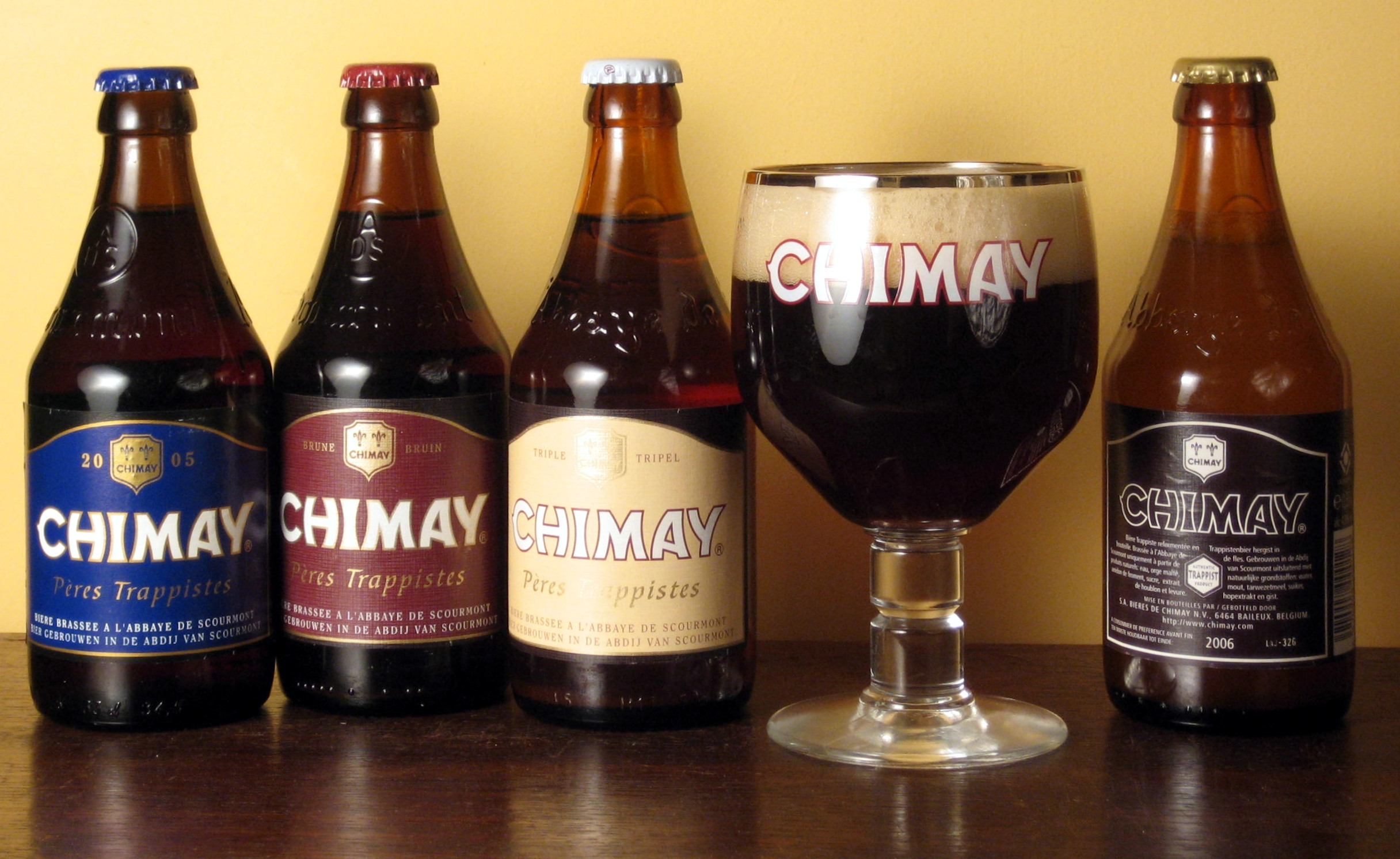
Bottiglie di birra Chimay

Nel 2012 anche l'abbazia di Engelszell in Austria ha iniziato la produzione di birra, la Stift Engelszell, e ottenuto il logo di Authentic Trappist Product, per poi perderlo dopo la chiusura del monastero trappista il 15 giugno 2023. Nel 2013 hanno ricevuto l'autorizzazione alla produzione di birra l'abbazia Maria Toevlucht "Zundert" (Paesi Bassi) a giugno, e in ottobre la St. Joseph's Abbey of Spencer nel Massachusetts, la prima fuori dall'Europa. Nel 2015, all'elenco, si è aggiunta l'Abbazia delle Tre Fontane a Roma, in Italia. Il 17 settembre 2018 ottiene il logo Authentic Trappist Product anche la Mount St Bernard Abbey nel Leicestershire che produce la "Tynt Meadow", diventando il primo birrificio trappista del Regno Unito. Il monastero tedesco di Mariawald ha chiuso da settembre 2018 (non produceva più birra dal 1953 ma usava il marchio trappista per altri prodotti). Dalla fine del 2020 Brouwerij de Achelse Kluis non può più riportare il logo di birra trappista poiché gli ultimi due monaci di Achel si sono uniti alla comunità di Westmalle nell'estate precedente (la birra continua a essere comunque prodotta).
Nel marzo 2025 erano in tutto undici i birrifici autorizzati a etichettare le proprie birre con il suddetto logo:
1. La Trappe, prodotta dall'Abbazia di Koningshoeven a Tilburg, nei Paesi Bassi
2. Chimay, prodotta dall'Abbazia di Notre-Dame de Scourmont in Belgio
3. Rochefort, prodotta dall'Abbazia di Saint Remy de Rochefort, in Belgio
4. Brouwerij Westmalle, prodotta dall'Abbazia di Nostra Signora del Sacro Cuore a Malle, in Belgio
5. Westvleteren, prodotta dall'Abbazia di Sint Sixtus a Westvleteren, in Belgio
6. Zundert Trappist, prodotta presso l'Abbazia Maria Toevlucht a Zundert, nei Paesi Bassi
7. Mont des Cats, prodotta nell'Abbazia Mont des Cats situata sull'omonimo colle, in Francia
8. Cardeña, prodotta dal monastero di san Pietro Cardeña a Burgos, in Spagna
9. Mount St. Bernard, prodotta presso l'Abbazia di Mount Saint Bernard a Leicester, nel Regno Unito
10. Orval, prodotta dall'Abbazia di Notre Dame d'Orval, in Belgio
11. Tre Fontane, prodotta dall'Abbazia delle Tre Fontane a Roma, in Italia

Fra il 1999 e ottobre 2005 alla birreria olandese De Koningshoeven fu revocata l'autorizzazione all'utilizzo del logo, a causa di un accordo commerciale con un grande gruppo industriale (Bavaria).

## Birra d'abbazia
La dizione generica di "birra d'abbazia"' si utilizza per birre che si richiamano (nello stile o nella presentazione) ai prodotti monastici, e che sono prodotte da birrifici commerciali (con o senza accordi o connessioni con monasteri esistenti o estinti), o da monasteri non trappisti. Non rispettando i criteri sopra elencati non sono pertanto riconosciute dall'Associazione Trappista Internazionale e non vanno quindi confuse con le birre trappiste.